# Sicarius boliviensis
Espèce
Sicarius boliviensis est une espèce d'araignées aranéomorphes de la famille des Sicariidae.

## Distribution
Cette espèce se rencontre en Bolivie,  au Pérou, au Brésil et au Paraguay.

## Étymologie
Son nom d'espèce, composé de bolivi[e] et du suffixe latin -ensis, « qui vit dans, qui habite », lui a été donné en référence au lieu de sa découverte, la Bolivie.

## Publication originale
- Magalhães, Brescovit & Santos, 2017 : Phylogeny of Sicariidae spiders (Araneae: Haplogynae), with a monograph on Neotropical Sicarius. Zoological Journal of the Linnean Society, vol. 179, no 4, p. 767-864.